# Tokyo Ghoul

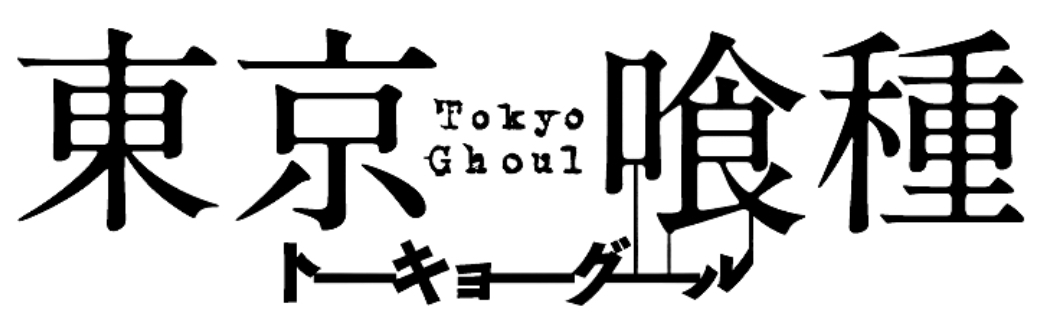
Logo manga Tokyo Ghoul

Tokyo Ghoul (în japoneză: 東京喰種) este o manga japoneză scrisă și ilustrată de Sui Ishida, care are și o adaptare anime realizată de studioul Pierrot.

## Poveste
Acțiunea are loc în Tokyo, un oraș bântuit de creaturi misterioase numite „ghouli” (vampiri), care devorează oamenii. Populația este paralizată de frica acestor ghouli, ale căror identități sunt învăluite în mister. Ghoulii sunt ființe care pentru a trăi trebuie să se hrănească doar cu carne umană, orice alt tip de hrană dându-le groaznice dureri de stomac. Aceștia pentru a-și ascunde identitatea, poartă măști. Acești ghouli dispun de viteza îmbunătățită, simțurile, și capacitatea de regenerare, de câteva ori mai puternice decât a unui om normal, precum și arme numite „Kagune” (celule RC, care se produc automat în timpul unei lupte, acestea conțin mușchi și sânge, care se pot întări ca dinții). Pielea unui ghoul nu poate fi perforată de obiecte ascuțite, cum ar fi cuțite. O altă trăsătură distinctivă a unui ghoul este că, atunci când sunt în pericol, culoarea irisului și pupilei din ochii lor devin de culoare roșie. În acest caz, oamenii au creat o organizație împotriva ghoulilor, numită „CCG” (Comisia Contra Ghoulilor), această organizație, dispune de arme numite „Quinque” (acestea sunt Kagunele unor ghouli morți, din care se fac topoare, pistoale, scuturi, lame, etc., care le permit să se apere împotriva ghoulilor și să-i rănească. Aceste Quinque-uri se poartă în valize și se scot în timpul luptei împotriva ghoulilor). Iar astfel se ajunge ca cele 2 ființe, oamenii și ghoulii, să fie la același nivel.
Început
Povestea are ca personaj principal pe Ken Kaneki, student care abia a supravietuit unei întâlniri mortale cu Rize Kamishiro, prietena lui care s-a dovedit a fi Ghoul având intenția de a-l mânca. În urma acestei acțiuni, el este dus în stare critică la spital. După recuperare, Kaneki și-a dat seama de faptul că acesta a fost supus unei operații, în urma căreia acesta a fost transformat pe jumătate în ghoul. Operația a fost posibilă deoarece, o parte din organele lui Ryze Kamishiro au fost transferate în corpul lui Kaneki,acesta fiind nevoit să mănânce oameni pentru a supraviețui.

## Conținut

### Manga
Tokyo Ghoul (2011-2014)
Tokyo Ghoul (nuvelă) (2013-Prezent)
Tokyo Ghoul: Jack (2013)
Tokyo Ghoul:re (2014-2018)

### Anime
Tokyo Ghoul (2014)
Tokyo Ghoul √A (2015)
Tokyo Ghoul:re (2018)

### OVA
Tokyo Ghoul: Jack (2015)
Tokyo Ghoul: Pinto (2015)